# Nora Anderegg
Nora Anderegg, née le 18 octobre 1908 à Genève et morte le 1er janvier 2000 à Saint-Gall, est une peintre et dessinatrice suisse.

## Biographie

### Origines et famille
Nora Anderegg naît Nora Ratnowsky le 18 octobre 1908 à Genève. Elle est originaire de Saint-Gall et Wattwil, dans le canton de Saint-Gall.
Son père est le professeur de physique Simon Ratnowsky (de) ; sa mère est également d'origine russe. Elle a un frère cadet, le sculpteur Raoul Ratnowsky (de).
Elle épouse Emil Anderegg, futur président radical de la ville de Saint-Gall, en 1932. Le professeur de langue et littérature allemande Johannes Anderegg (de) est leur fils.

### Études
Elle fait des études d'économie à l'Université de Zurich, où elle fait la connaissance de son futur mari.

### Parcours artistique
Elle peint dès son plus jeune âge, mais s'y consacre de manière intensive à partir de l'année qui suit son mariage.
Sa rencontre avec Ernst Morgenthaler, sous la direction duquel elle travaille, s'avère déterminante pour son style. Elle suit plus tard également des cours avec Fritz Gilsi (de) et Albert Kohler (de).
Elle exécute des portraits, des natures mortes et des représentations de paysage en utilisant diverses techniques (peinture à l'huile, fusain, pastel lithographie). Elle dessine également des cartes de vœux, d'abord uniquement pour sa famille, puis à partir de 1954 pour les malades des hôpitaux de la ville de Saint-Gall.
Elle est l'auteur de plusieurs fresques et peintures murales à Saint-Gall : sur la façade de l'épicerie Gschwind, en 1946, dans l'ancienne école de commerce et dans le jardin d'enfants Nest en 1949, dans l'ancienne école de la vue en 1950 et dans le cinéma Rex.

### Mort
Elle meurt le 1er janvier 2000 à Saint-Gall, à l'âge de 91 ans.